# Leshansaurus
Leshansaurus é um gênero de dinossauro terópode do Jurássico Superior da China. Há uma única espécie descrita para o gênero Leshansaurus qianweiensis.